# Otto Pick (1887)
Otto Pick (22. května 1887 Praha – 25. října 1940 Londýn) byl pražský německy píšící židovský novinář, kritik, překladatel, spisovatel a básník.

## Život
Narodil se v pražské židovské rodině. V roce 1904 maturoval na Státní německé reálce v Praze. Poté pracoval jako bankovní úředník. V letech 1911–1912 publikoval v časopisu Herderblätter, vydávaném spolkem Herder-Vereinigung v Praze.

. V roce 1914 narukoval do první světové války, kterou strávil na frontách v Haliči, v Rusku a v Rumunsku. Po návratu z války nastoupil opět do banky, ale těsně před dosažením penzijního nároku odtud odešel a věnoval se žurnalistice a literatuře. Začal pracovat v pražských německých novinách Prager Presse, které vycházely od března 1921. Zde pracoval jako redaktor divadelní rubriky. Při recenzích operních představení mimo jiné spolupracoval se slepým Oskarem Baumem. Baum recenzoval hudební stránku představení a Pick stránku jevištní. Od poloviny dvacátých let byl vedoucím divadelní rubriky. Spolupracoval též s českým i německým vysíláním Československého rozhlasu.
Angažoval se rovněž ve spisovatelských spolcích: Literarisch-künstlerischer Verein, byl členem výboru PEN klubu v Československé republice, pracoval v Ochranném svazu německých spisovatelů v Československu (Schutzverband deutscher Schriftsteller in der ČSR), který založili v roce 1922 Johannes Urzidil, Oskar Baum a Ludwig Winder. V letech 1929–1930 spolupracoval s Otomarem Schäferem při vydávání brněnského týdeníku Magazin. V letech 1933–1934 vydával spolu s Willi Haasem časopis Die Welt im Wort – Wochenzeitung für Literatur, Kunst und Kultur.
V roce 1939 emigroval do Velké Británie, kde záhy zemřel.

## Dílo
Jeho mnohostranné dílo vycházelo v Československu i v Německu. Vedle vlastních básnických, prozaických i dramatických děl mělo velký význam jeho dílo překladatelské a kritické. Měl zásadní podíl na propagaci české literatury a českého divadla v zahraničí. Překládal do němčiny díla českých básníků a spisovatelů. Dále napsal průkopnické publikace Tschechische Erzähler (Čeští povídkáři), Deutsche Erzähler aus der Tschechoslowakei (Němečtí povídkáři z Československa) a Deutsche Lyrik aus der Tschechoslowakei (Německá lyrika z Československa). Překládal též z francouzštiny a angličtiny.

### Pseudonym
- Oldřich Novotný

## Spisy

### Básně
- Freundliches Erleben, Berlín-Charlottenburg 1912
- Wenn wir uns mitten im Leben meinen, Praha 1926
- Das kleine Glück, Frühe Verse, Praha 1928
- Preisungen, Praha: Arthur Werner, 1937 – bibliofilie

### Próza
- Die Probe, Heidelberg 1913 – povídky
- Židovské anekdoty, Ústí nad Labem: J. Bukač, 1925
- Spielende Kinder, Praha 1928 – povídky [6][7]

### Práce pro divadlo
- Villa Bedlam, Praha 1928 (spolu s Hilde Maria Kraus) – komedie, premiéra, 17. 11. 1929 Praha, Kleine Bühne,
- Die Nase (Nos) a Der Mantel (Plášť), asi 1930, dvě nedokončená libreta na náměty Nikolaje Vasiljeviče Gogola pro skladatele Waltera Kaufmanna
- Die Schauspielerin (Herečka), 1933 – hra, neprovedeno
- Um das deutsche Theater in Prag, Praha, 1931 – brožura k situaci kolem změny ředitele pražského Německého divadla

### Editor
Otto Pick byl editorem nebo spolueditorem následujících publikací:
- Giacomo Casanova: Correspondance avec J. F. Opiz, Lipsko (spolu s Františkem Kholem), dva díly, (1913) – Casanovova korespondence s Johannem Ferdinandem Opizem (1741–1812)
- Deutsche Erzähler aus der Tschechoslowakei (Němečtí povídkáři z Československa), Liberec, 1922
- Selected Czech Tales (vybrané české pohádky), spolu s Marií Bush, Oxford: Oxford University Press, 1925
- Chvíle s Otokarem Březinou: in memoriam, napsali Antonín Stanislav Mágr a Otto Pick, Praha: Alois Srdce, 1929
- Deutsche Lyrik aus der Tschechoslowakei (Německá lyrika z Československa), Praha: Státní nakladatelství, 1931
- Symfonie války: válka v zrcadle československého písemnictví, KDA, svazek 190, Praha: Kamilla Neumannová, 1931 – výbor textů českých i německých autorů

### Překlady do němčiny

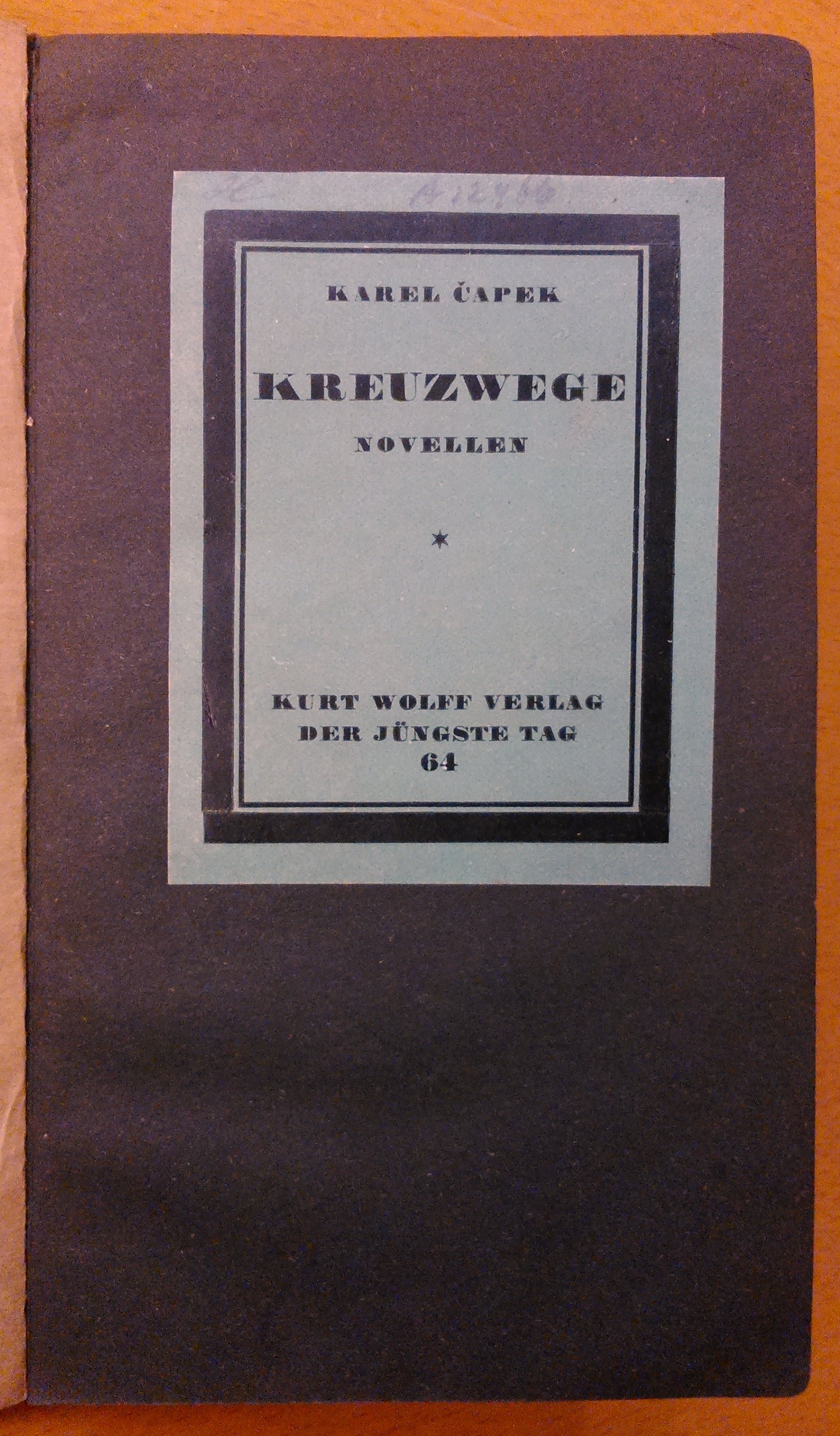
obálka prvního německého vydání druhé části knihy Karla Čapka: Boží muka

Některé překlady existují pouze v divadelních rukopisech.
- Otokar Březina: Baumeister am Tempel (Stavitelé chrámu), Mnichov 1920
- Otokar Březina: Hymnen, Lipsko: Wolff 1913
- Otokar Březina: Pfingstsonntag, Praha 1937
- Josef Čapek: Der Sohn des Bösen, Berlín-Wilmersdorf 1918
- Josef Čapek: Das Land der vielen Namen (Země mnoha jmen), 1933
- Josef Čapek a Karel Čapek: Aus dem Leben der Insekten (Ze života hmyzu), 1924
- Josef Čapek a Karel Čapek: Adam der Schöpfer (Adam stvořitel), 1927
- Karel Čapek: Daschenka oder Das Leben eines jungen Hundes (Dášeňka čili život štěněte), Berlín 1934 (spolu s Vincy Schwarzem), další vydání Köln: Kiepenheuer & Witsch, 1992, ISBN 3-462-02205-9
- Karel Čapek: Gottesmarter (Boží muka), Berlín: S. Fischer, 1918[8] – kniha obsahuje prvních pět novel z knihy Boží muka[9][10] (Šlépěj, Lída, Hora, Milostná píseň, Elegie) u čtyřech novel uveden překladatel Otto Pick, u novely Lída (Lelia) překladatel není uveden.
- Karel Čapek: Kreuzwege (Křížová cesta), Lipsko: Kurt Wolff 1919, edice "Der Jüngste Tag", svazek 64.[11] – druhá část novel z knihy Boží muka (Stocken der Zeit – Utkvění času, Historie ohne Worte – Historie beze slov, Verlorener Weg – Ztracená cesta, Die Aufschrift – Nápis, Die Versuchung – Pokušení, Spiegelung – Odrazy, Der Wartesaal – Čekárna, Hilfe! – Pomoc!),
- Karel Čapek: Hordubal, Berlin: Cassirer 1933, Zürich: Gutenberg 1934
- Karel Čapek: Der Räuber (Loupežník), 1920
- Karel Čapek: Die Sache Makropulos (Věc Makropulos), 1926
- Karel Čapek: Wie ein Theaterstück entsteht (Jak vzniká divadelní hra), Berlín: Cassirer, 1933 (spolu s Vincy Schwarz), další vydání: Frankfurt am Main: Fischer Taschenbuch Verlag, 1987, ISBN 3-596-28238-1
- Karel Čapek: W.U.R., Werstands Universal Robots (R. U. R.), Berlin: Drei Masken – Verlag, 1921
- Giacomo Casanova: Briefwechsel mit J. F. Opiz, Berlín 1922, německé vydání korespondence
- Josef Gočár: Tschechische Bestrebungen um ein modernes Interieur, Praha 1915
- Paul Heyse: L’Arrabbiata, Praha: Nakladatelské družstvo Máje, 1938
- František Khol: Bruder Hyacinth. Der Spiegel in der Bar, Praha 1927
- František Langer: Die Bekehrung von Ferdyš Pištora (Obrácení Ferdyše Pištory), 1929
- František Langer: Ehe m. b. H. (Manželství s r. o.), 1935
- František Langer: Engel unter uns (Andělé mezi námi), Praha 1931
- František Langer: Die Entführung der Eveline Mayer, Heidelberg 1913
- František Langer: Die goldene Venus (Zlatá Venuše), Berlín 1918
- František Langer: Grand Hotel Nevada, 1927
- František Langer: Das Kamel geht durch das Nadelohr (Velbloud uchem jehly), 1925
- František Langer: Millionen (Miliony), 1928
- František Langer: Peripherie (Periferie), Berlín: Oesterheld, 1926
- František Langer: Die Reiterpatrouille (Jízdní hlídka), 1936
- Emanuel Lešehrad: Sonnenwende, Praha 1930
- Jan Patrný: Frauen altern nicht (Ženy nestárnou), Praha 1927 - divadelní hra
- Jan Patrný: Männer altern nicht (Muži nestárnou), Praha 1927 - divadelní hra
- Josef Svatopluk Machar: K.u.k Kriminal (Kriminál), Vídeň 1919
- Charles Péguy: Die Litanei vom schreienden Christus, Mnichov 1919
- Fráňa Šrámek: Erwachen, Heidelberg 1913
- Fráňa Šrámek: Flammen, Lipsko 1913
- Fráňa Šrámek: Der Mond über dem Fluss (Měsíc nad řekou), hráno 1937
- Fráňa Šrámek: Der silberne Wind (Stříbrný vítr), Vídeň 1920
- Fráňa Šrámek: Sommer (Léto), Liberec 1921
- Fráňa Šrámek: Wanderer in den Frühling, 1927
- 1916 Jüngste tschechische Lyrik: eine Anthologie, Berlin-Wilmersdorf: Verlag der Wochenschrift Die Aktion, autoři: Petr Bezruč, Otokar Březina, Viktor Dyk, Otokar Fischer, Stanislav Hanuš, Karel Hlaváček, Jiří Karásek ze Lvovic, Josef Kodiček, Petr Křička, Jan Svatopluk Machar[pozn. 1], Stanislav K. Neumann, Antonín Sova, Fráňa Šrámek, Erwin Taussig, Otakar Theer, Karel Toman, Richard Weiner, přeložili: Max Brod, Otto Pick a Rudolf Fuchs.[12]
- Tschechische Erzähler (Čeští povídkáři), Postupim, 1920
- Die Tschechoslovakische Republik: Ihre Staatsidee in der Vergangenheit und Gegenwart (Československá republika: Idea její státnosti v minulosti a přítomnosti), dva díly, Praha, 1937

Dále přeložil do němčiny básně Viktora Dyka a Edmonda Konráda a prózy Františka Kubky, Jaroslava Hilberta a Emila Vachka.

### Překlady do češtiny
- Carl Spitteler: Gustav, Nakladatelské družstvo Máje, Praha 1939
- Stefan Zweig: Magellan, 1938

### Překlady Pickových básní do češtiny
- Otto Pick: Básně, přeložili: Otto František Babler, Pavel Eisner, Otokar Fischer, Jindřich Hořejší, František Kubka a Fráňa Šrámek, Svatý Kopeček u Olomouce: Otto František Babler, 1931